# Bileám
Bileám (hebrejsky בִּלְעָם‎, Bil‘am), též přepisováno jako Bilám, Balám či Balaám, je postava z Bible – prorok národů, jenž bydlel na západním břehu Eufratu ve městě Petór. Benjamín z Tudely ve svém cestopisu uvádí, že se ve městě nachází věž, kterou Bileám „postavil pro určování denních hodin.“ Kvůli pověsti o účinnosti jeho kleteb ho najal moábský král Balak, aby proklel izraelské kmeny, jež se právě chystaly vstoupit do své zaslíbené země. Dříve, než Bileám dorazil k Balakovi, aby odvedl svou práci, Bůh nejprve Bileáma varoval, aby nejezdil. Když se přes varování přece jen vydal na cestu a jel na své oslici, postavil se mu Hospodinův anděl do cesty jako Satan neboli „protivník“ a promluvila k němu i jeho oslice. Tím vším se sice Bohu nepodařilo Bileáma odradit od cesty k Balakovi, ale zato ho přiměl k tomu, aby na adresu Izraelců místo kleteb pronášel samá požehnání. To ovšem popudilo Balaka, který si ho najal k opačnému účelu. Aby si Bileám alespoň trochu vylepšil u Balaka svou reputaci a nepřišel zcela o svou peněžní odměnu, poradil mu, aby se skrze vnadné Moábky a ženy svých midjánských spojenců pokusil svést Izraelce k páchání smilstva, čímž by na Izraelce přivodil Boží hněv. Tato strategie se zpočátku zdála být účinná. Někteří Izraelci se dokonce spřáhli s Baal-peórem, takže proti Izraeli nakonec opravdu vzplanul Boží hněv, v jehož důsledku zemřelo 24 000 Izraelců. Ostatní Izraelité se však postavili na stranu svého Boha a pobili midjánské uctívače Baal-peóra a také Bileáma.
Jméno Bileám se vykládá jako „Hubící lid“. Podle midraše byl Bileám jedním ze synů Jákobova proradného tchána Lábana. Tento Lábanův potomek se později údajně stal rádcem egyptského faraóna a jakožto rádce mu doporučoval, aby Izraelce ve své zemi zničil. O Bileámovi se rovněž zmiňují novozákonní spisy, a sice Druhý list Petrův, list Judův, a Zjevení Janovo. Mišna v traktátu Pirkej Avot uvádí tři charakterové vady, jimiž se vyznačoval Bileám. Jsou to tyto:
1. zlé oko (hebrejsky, עַיִן רָעָה‎, ajin ra‘a),
2. vypínavý duch (hebrejsky, רוּחַ גְּבוֹהָה‎, ruach gevoha),
3. rozmáchlý život (hebrejsky, נֶפֶשׁ רְחָבָה‎, nefeš rechava).

Za jednoho z žáků Bileáma je proto považován každý člověk, který je nešťastný, když vidí, že se druhému daří, který je zároveň bohorovný, domýšlivý a bezostyšný a který má navíc nezřízenou touhu po majetku. Charakterovým protipólem Bileáma je Abrahám.
V roce 1967 byla zmínka o osobě Bileáma nalezena při archeologickém průzkumu jordánské lokality Dér Allá, jež leží na říčce Zerqa a jež ve starověku tvořila severní hranici Ammónského království. Tehdy nizozemští archeologové objevili inkoustem a semitským jazykem psaný nápis na spadlé vnitřní omítce jedné z budov. Text, který obsahuje Bileámovu chaotickou vizi převráceného řádu světa, se dochoval na 119 fragmentech a jeho stáří se datuje do 9. nebo 8. století před n. l. Fragmenty jsou uloženy v Archeologickém muzeu v Ammánu.